# イングリッシュ・カントリー・チューンズ
イングリッシュ・カントリー・チューンズ (English Country-Tunes) とはマイケル・フィニスィーが1977年に作曲を開始したピアノのための組曲。1982年から1985年にかけて改訂された。

## 成立
折に触れてピアノ作品は作曲されていたが、この作品で初めて40分ほどの長大なピアノ作品を手がけることになった。作品全体を通じて超絶技巧が使われる。1982年から1985年にかけて改訂された。
今作では化学式のような特殊な装飾音に「複雑なアタックをかけて」演奏せよという演奏指定があり、一つ一つの音名に陰影を与える手段として用いられている。
作曲には乱数表が用いられており、予めX音組織と限定した上で非常に長大な音列を派生させている。しかしながら、優れたピアニストでもあるフィニスィーの手の動きに合わせて作曲されているために、音場判定がしやすいピアノ曲でもある。
1977年に全曲が一旦完成された後、アレクサンダー・エイバークロンビィが1978年に1、2曲目を演奏した後、1979年に全曲の演奏がフィニスィーの手でなされた。しかし、全曲のクオリティに納得がいかず1982年から1985年にかけて過去の自作を貼り合わせる等の編集を行い、1986年に改訂版が同じくフィニスィーの手でなされた。現在UMPから出版されている物は、このヴァージョンである。

## 作品
曲は八つのセクションから成る。1,2,3;4,5,6;7,8.の順で演奏される（コンマはattacca, セミコロンはpausa breve）。フィニスィー本人は抜粋演奏を許可している。
1. Green Meadows
2. Midsummer Morn
3. I'll give my love a garland
4. May and December
5. Lies and Marvels
6. The Seeds of Love
7. My Bonny Boy
8. Come Beat the Drums and Sound the Fifes

## 演奏について
- NHKニュースの報道にて、ニカ・シロコラッドが日本初演時に手のひらや肘を多用したと伝えられた。手のひらを使うシーンは多いが、肘を使う瞬間は全曲中「Midsummer Morn」（16ページ）の二つのトーン・クラスターのみであり、11度が届く大きな手に恵まれているピアニストはここで肘を使わないことも可能である（11度が届くピアニストはキリル文字圏では少なくない）。

- 最も演奏至難な「Lies and Marvels」の最終シーンは、上体を鍵盤付近まで屈めなければ演奏できない。

## 日本初報道について
NHKニュースの報道は、以下のように行われた。
- 「世界で最も難しいピアノ曲…」冒頭のナレーションにかぶせる形で、2ページ上段のMFからSUBITO PPPまで。
- 「肘や腕を使っての演奏…」5ページ目を演奏しているが、肘を使えるシーンはどこにもない。Prestoに入ってからは自分でページをめくっているが、めくっている間に左手が落ちる。
- 「およそ30年前にイギリスの作曲家が作りました」ここで5ページ目のシーンに戻る（この箇所では絶対に肘は使えない）。
- 「日本で初めてこの曲を…」6ページから7ページ目にかけて演奏。
- 次のカットで3ページ中段部分へ戻る。
- 「シロコラッドさんは、この曲を目にも止まらない…」3ページ下段を演奏。
- シロコラッドのコメント。シロコラッドは「確かにかなり難しいです。でも、ドローイングのような絵画をイメージして弾けば…可能になります。」と語っており、字幕部分にあった「かなり難しい曲ですが弾けると信じて弾くのが成功の秘けつです。」はやや不正確な翻訳となる。
- 5ページ目の肘を使うシーンに戻る（この箇所では絶対に肘は使えない）。
- 2ページ目のPPPP!からSUBITO　PPPまでを演奏。

## 録音について
フィニスィーは、BBCの要請でこの作品の全曲録音を行い、ETCETERAから発売された。他のピアニストはこの作品を全曲録音していない（抜粋はロルフ・ハインドが行っている）。